# Xenia novaebritanniae
Xenia novaebritanniae är en korallart som beskrevs av Ashworth 1900. Xenia novaebritanniae ingår i släktet Xenia och familjen Xeniidae. Inga underarter finns listade i Catalogue of Life.